# Chābār
Chābār (persiska: چاه بَهار, چابار, Chāh Bahār) är en ort i Iran.   Den ligger i provinsen Markazi, i den nordvästra delen av landet, 220 km sydväst om huvudstaden Teheran. Chābār ligger 1 840 meter över havet och antalet invånare är 141.
Terrängen runt Chābār är huvudsakligen platt, men norrut är den kuperad.Runt Chābār är det ganska tätbefolkat, med 116 invånare per kvadratkilometer. Närmaste större samhälle är Komījān, 18,1 km nordväst om Chābār. Trakten runt Chābār består i huvudsak av gräsmarker.